# Серафимовск
Серафи́мовск — деревня в Эхирит-Булагатском районе Иркутской области России. Входит в состав Ахинского муниципального образования.

## География
Деревня находится на расстоянии примерно 39 км к северу от посёлка Усть-Ордынский, административного центра района.

## Население
| 2002 | 2010 | 2011 | 2012 |
| ---- | ---- | ---- | ---- |
| 214  | ↘179 | ↘178 | ↘174 |

### Половой состав
По данным Всероссийской переписи, в 2010 году в деревне проживало 179 человек (90 мужчин и 89 женщин).